# 伴保平
伴 保平（とも の やすひら）は、平安時代前期から中期にかけての公卿。播磨守・伴春雄の子。官位は従三位・参議。

## 経歴
寛平3年（891年）内舎人に任ぜられ官途に就く。木工少允・織部正を経て、延喜9年（909年）従五位下・肥前守に叙任される。
延喜10年（910年）諸陵頭次いで修理亮と一時京官を務めるが、翌延喜11年（911年）若狭守として再び地方官に遷ると、紀伊守・伊勢守・大和守・近江守と、醍醐朝の後半から朱雀朝にかけてほぼ30年の長きに亘って地方官を歴任する。またこの間、延喜17年（917年）従五位上、延長6年（928年）正五位下と昇進している。
延長8年（930年）朱雀天皇の即位に伴い従四位下に、承平2年（932年）には長年の治国の功労により従四位上に昇叙されるなど、朱雀朝では順調に昇進し、天慶2年（939年）には参議に任ぜられて73歳にして公卿に列した。その後は議政官として大蔵卿を長く兼帯し、近江守・播磨守・大和権守と引き続き地方官も兼任した。この間、天慶4年（941年）正四位下に昇叙され、天慶5年（942年）には宿禰姓から朝臣姓に改姓されている。
村上朝の天暦4年（950年）正月に従三位に叙せられるが、同年10月参議を致仕する。致仕後の天暦5年（951年）右大臣・藤原師輔の大饗に列している。天暦8年（954年）4月16日薨去。享年88。最終官位は大蔵卿前参議従三位。

## 官歴
※ 『公卿補任』による。
- 寛平3年（891年） 3月9日：内舎人
- 昌泰2年（899年） 正月11日：木工少允
- 延喜5年（905年） 8月29日：織部正
- 延喜9年（909年） 正月7日：従五位下。4月23日：肥前守
- 延喜10年（910年） 正月13日：諸陵頭。2月15日：修理亮
- 延喜11年（911年） 正月13日：若狭守
- 延喜17年（917年） 11月17日：従五位上（朔旦）
- 延喜18年（918年） 正月16日：紀伊守
- 延喜23年（923年） 正月12日：伊勢守
- 延長6年（928年） 正月7日：正五位下。正月28日[1]：大和守
- 延長8年（930年） 11月21日：従四位下（大嘗會）
- 承平2年（932年） 11月16日：従四位上（悠紀叙位治国々司）。11月26日：近江守
- 天慶2年（939年） 8月27日：参議、近江守如元
- 天慶4年（941年） 正月7日：正四位下。8月5日：近江守任了。12月18日：兼大蔵卿
- 天慶5年（942年） 7月1日：宿禰姓から朝臣姓に改姓。12月13日：兼播磨守
- 天暦元年（947年） 6月6日：兼大和権守
- 天暦4年（950年） 正月7日：従三位。10月15日：致仕。
- 天暦8年（954年） 4月16日：薨去

## 系譜
- 父：伴春雄[2]
- 母：不詳
- 生母不明の子女
  - 男子：伴彦貞[3]